# Квидинг, Хелена

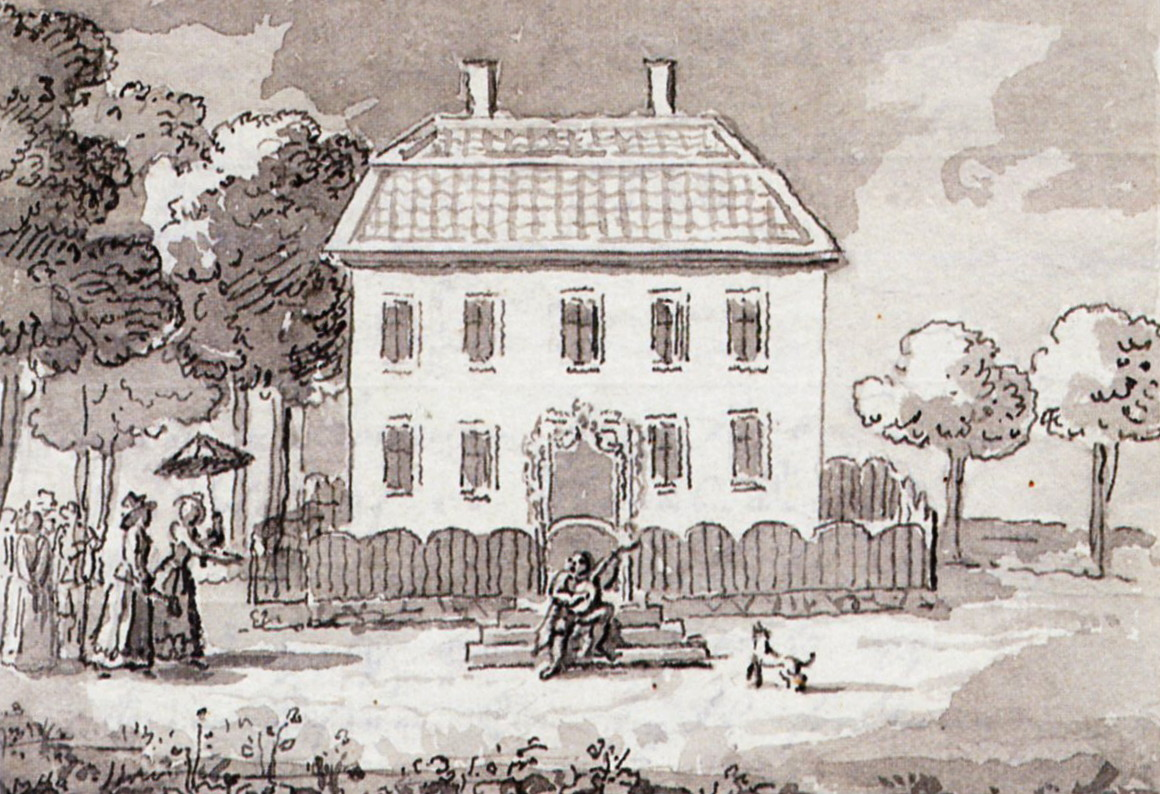
Хеленеберг, рисунок Пера Хиллестрёма. На нём изображён Бельман, приветствующий Хелену Квидинг 31 июля 1792 года.

Хелена Квидинг (швед. Helena Quiding; 19 августа 1755—2 октября 1819) — шведская деятельница культуры, основательница Соммарвиллана (швед. Sommarvillan), также известного как Соммарнейет (швед. Sommarnöjet), а в XVIII веке — как Хеленеберг (швед. Heleneberg), исторического здания в Лилле Скуггане в Юргордене, Стокгольм. Она была другом шведского поэта и музыканта Карла Михаэля Бельмана: она и её круг друзей, собиравшийся в её летнем доме, тогда известном как Хеленберг, часто упоминаются в стихах и песнях Бельмана.

## Биография
Квидинг была дочерью богатого торговца бреннвином Юхана Генриха Линдберга (1719—1777) и его жены Хелены Берг (1729—1788). Её родители были богаты и владели недвижимостью на улицах Дроттнинггатан и Фредсгатан в центре Стокгольма.
В 1776 году она вышла замуж за торговца пряностями Бенгта Кристофера Квидинга (1746—1797) и родила от него сына Бернхарда Кристофера (1778—1846). Брак был счастливым, но её супруг растратил её приданое и состояние, которое она унаследовала после своего отца, и, по-видимому, убедил её подделать имя её богатой матери, чтобы иметь возможность занять больше денег, прежде чем он обанкротился и бежал из страны в 1781 году, будучи заочно осуждён в 1783 году. Будучи замужней женщиной, Квидинг не была подсудной и не обвинялась в подделке документов, но её обязали передать всё имущество кредиторам, а сама она поселилась вместе с сыном в доме своей матери. В 1788 году она унаследовала состояние своей матери и подала на расторжение брака. В январе 1789 года Квидинг была официально разведена со своим супругом.
В 1790 году, через год после развода, она потратила целое состояние, построив летнюю виллу Хеленеберг в Юргордене, где она занималась садоводством и развлекала летом деятелей культуры, таких как Бельман, в течение десяти лет. Хелена Квидинг и её окружение в Хеленеберге были героям множества стихотворений Бельмана, таких как «Юргорденские пасторали» (швед. Djurgårdspastoralerna). Неизвестно, когда она познакомилась с Бельманом, но к моменту её развода в 1788 году они уже были друзьями, а в последующие годы он часто посвящал ей стихи, например, на открытии Хеленеберга. Она описывалась как красивая, добросердечная, но серьёзная, а её жизнь в Хеленеберге — как идиллическая. По-видимому, Бельман в какой-то момент безуспешно пытался ухаживать за ней, и вполне вероятно, что она время от времени оказывала ему финансовую поддержку. Летние времяпрепровождения в Хеленеберге закончились в 1800 году, после нескольких лет судебных тяжб с её соседом Абрахамом Никласом Эделькранцем, который поставил под сомнение её права на землю, когда она продала его и начала снимать особняк, чтобы там проводить лето.